# کوتول
کوتول (به لاتین: Kutul) یک منطقهٔ مسکونی در روسیه است که در شهرستان کوراخسکی واقع شده‌است.